# Ormetica flavobasalis
Ormetica flavobasalis är en fjärilsart som beskrevs av M.Gaede 1923. Ormetica flavobasalis ingår i släktet Ormetica och familjen björnspinnare. Inga underarter finns listade i Catalogue of Life.